# Angelika Dünhaupt
Angelika Dünhaupt   (Hahnenklee, 22 de desembre de 1946) és una conductora de luge alemanya, ja retirada, que va competir sota bandera de la República Federal Alemanya, durant les dècades de 1960 i 1970.
El 1968 va prendre part en els Jocs Olímpics d'Hivern de Grenoble, on guanyà la medalla de bronze en la prova individual del programa de luge. Inicialment havia finalitzat en sisena posició, però de la desqualificació de tres components de l'equip de l'Alemanya Democràtica va fer que finalment ascendís fins a la tercera posició.
En el seu palmarès també destaca una medalla de plata al Campionat d'Europa.